# MSCI World

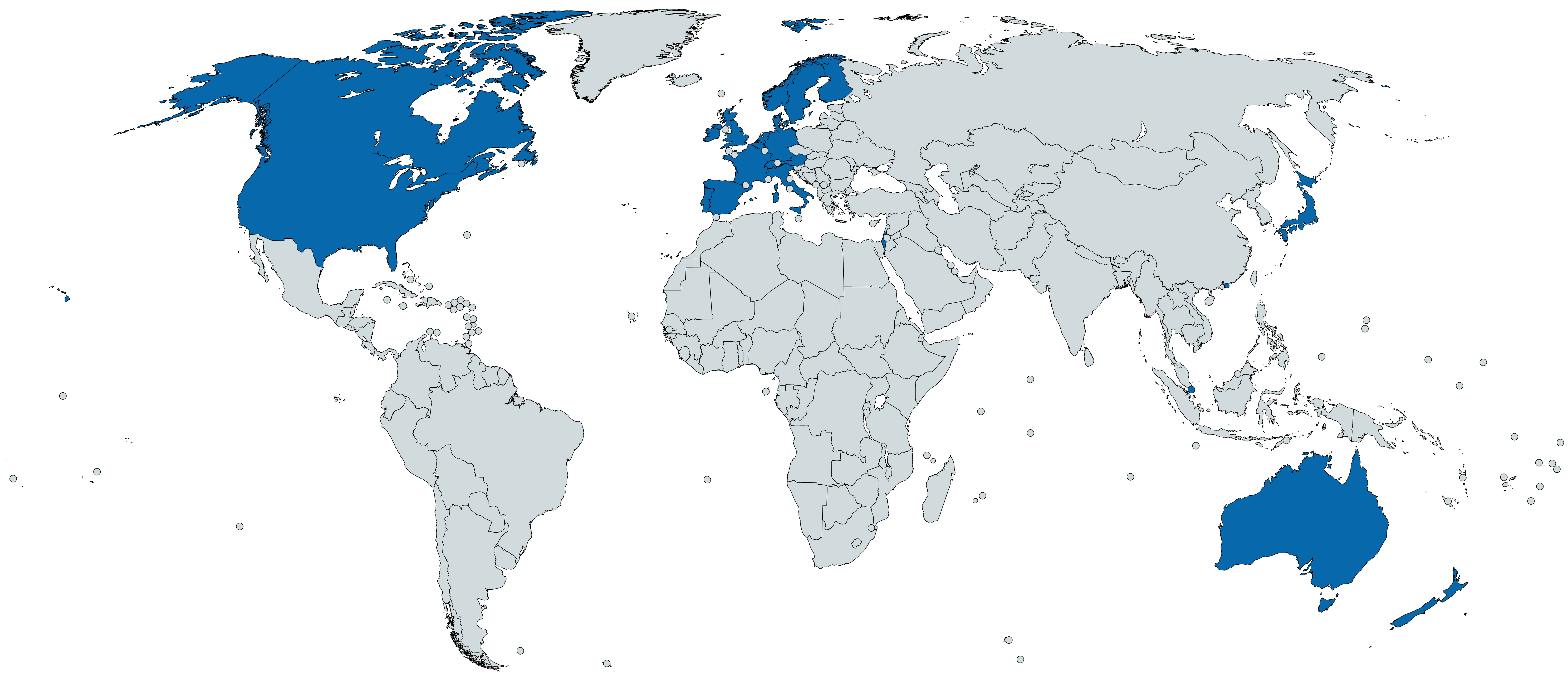
MSCI World指數覆蓋的國家

MSCI World是一個一攬子股價指數，包括世界23個已開發國家的股票市場。這一指數由MSCI維護運營。MSCI World自1969年開始計算。